# Nikołaj Anosow
Nikołaj Pawłowicz Anosow, ros. Николай Павлович Аносов (ur. 6 lutego?/18 lutego 1900 w Borisoglebsku, zm. 2 grudnia 1962 w Moskwie) – rosyjski kompozytor, pedagog i dyrygent.

## Życiorys
Ukończył studia w zakresie fortepianu i kompozycji u Anatolija Aleksandrowa w Konserwatorium Moskiewskim (dyplom 1943). Od 1940 do 1962 roku wykładał w tymże konserwatorium dyrygenturę, w 1944 roku otrzymał tytuł docenta. Jako dyrygent zadebiutował w 1929 roku w orkiestrze Wszechzwiązkowego Radiokomitetu, w latach 1937–1938 był dyrygentem filharmonii w Rostowie nad Donem. W latach 1938–1939 dyrygował filharmonią w Baku i uczył w tamtejszym konserwatorium. Od 1941 do 1945 roku był kierownikiem artystycznym filharmonii w Moskwie. W 1956 roku wystąpił z Państwową Orkiestrą Symfoniczną ZSRR na pierwszym festiwalu Warszawskiej Jesieni. Koncertował w Bułgarii, na Węgrzech i w ChRL.
Skomponował m.in. Concertino na fortepian i orkiestrę, Koncert fortepianowy i Kwartet na instrumenty dęte drewniane. Opublikował podręcznik Prakticzeskoje rukowodstwo po cztieniju simfoniczeskich partitur (Moskwa 1951), przetłumaczył też na język rosyjski prace Henry’ego Wooda About Conducting (Moskwa 1958) i Charlesa Müncha Je suis chef d’orchestre (Moskwa 1960). Pochowany na Cmentarzu Nowodziewiczym w Moskwie.
Był żonaty z sopranistką Natalią Rożdiestwienską. Jego synem i uczniem był Giennadij Rożdiestwienski.